# Zhu Qianwei
Zhu Qianwei, född 28 september 1990 i Shanghai, är en kinesisk simmare.
Hon blev olympisk silvermedaljör på 4 × 200 meter frisim vid sommarspelen 2008 i Peking.